# Roy Edward Campbell
Roy Edward Campbell (sinh 1947) là một Giám mục của Giáo hội Công giáo Rôma người Hoa Kỳ. Ông là Giám mục phụ tá của Tổng Giáo phận Washington. Campbell từng đảm nhận cương vị là phó chủ tịch Ngân hàng America trước khi có chí hướng tu tập để trở thành linh mục. Ngày 26 tháng 5 năm 2007, Roy Edward Campbell được thụ phong linh mục khi ông vừa đúng 60 tuổi. Ông được Giáo hoàng Phanxicô bổ nhiệm làm Giám mục phụ tá cho Tổng Giáo phận Washington vào ngày 8 tháng 3 năm 2017, khi ông đã bước vào tuổi 70.

## Tiểu sử
Roy E. Campbell, Jr. sinh ngày 19 tháng 11 năm 1947 tại Pomonkey, Maryland, Hoa Kỳ- thuộc Tổng Giáo phận Washington. Ông được rửa tội tại St. Mary Star of the Sea in Indian Head, MD  và rước lễ lần đầu vào năm 1956 tại nhà thờ Saint Cyprian ở Đông Nam Washington. Năm 1959, Roy Edward Campbell, được lãnh Bí tích Thêm Sức tại Nhà thờ Thánh Tâm Chúa Thánh Thần ở Tây Bắc Washington.
Ông từng học lớp 7 và lớp 8 tại Trường Tiểu học Bruce rồi theo học tại trường Trung học Sacred Heart ở Washington. Năm 1965, Roy Edward Campbell tốt nghiệp Trường trung học Giám mục Carroll ở Washington. Campbell theo học ngành động vật học, với môn phụ là nhân loại học và hóa học tại Đại học Howard. Roy Edward Campbell cũng theo học các lớp Nhân chủng học, nghiên cứu về tâm lý trẻ vị thành niên trước khi bắt đầu làm việc tại Công ty Suburban ở vị trí nhân viên giao dịch tiền tệ. Ông vừa làm việc vừa đi học để có tiền trả cho các chi phí nhằm hoàn thành các nghiên cứu của mình.

### Phó chủ tịch Bank of America
Trước khi rời  Đại học Howard, ông từng làm thủ quỹ tại công ty Suburban Trust để có tiền trả việc học tập.  Năm 1969, Campbell lấy bằng cao học trong ngành retail banking (ngân hàng cá nhân) từ Đại học Cao học Retail Bank Management của Hội Ngân hàng Cá nhân tại McIntire School of Commerce ở Đại học Virginia. Roy Edward Campbell đã làm việc trong ngành này tại khu vực Washington-Baltimore suốt 33 năm tại Bank of America, bắt đầu từ nhân viên thu ngân viên (teller) rồi lên đến chức phó chủ tịch, Giám đốc các dự án trước khi ông về hưu sớm vào năm 2002 để theo ơn gọi làm linh mục.

### Trở thành linh mục
Roy Edward Campbell ngay từ thời thơ ấu đã có một sự quan tâm đến các hoạt động của nhà thờ và cảm nhận ơn gọi về chức vụ tư tế. Ông nói: "Sau khi tốt nghiệp lớp tám, người anh em Capuchin đã mời tôi tham gia cùng với những thiếu nhi khác hoạt động dã ngoại tại chủng viện của họ vào mùa hè tại Pittsburgh. Tôi rất thích các công việc của họ và sống cùng với họ, nhưng tôi cảm nhận rằng mình chưa sẵn sàng để cam kết theo con đường của họ và học cùng trường trung học với họ. Tuy nhiên, cây Thánh Giá mà tôi đã mua ở tuổi 13 đó, vẫn luôn được treo trên tường trong phòng ngủ của tôi".
Một bước ngoặt trong cuộc đời của Roy Edward Campbell khi vào tháng 12 năm 1995, ông đã có cuộc gặp gỡ với một người đàn ông vô gia cư. Vào lúc tan sở làm ở Baltimore, Campbell gặp một người đàn ông vô gia cư và đưa anh ta cùng đi ăn tối. Người đàn ông này đã hỏi Campbell một  âu hỏi mà ông nhớ mãi: "Bạn là một Kitô hữu, phải không?" Và Campbell đã trả lời rằng: "tôi đang cố gắng trở thành... (người Kitô hữu)". Roy Edward Campbell cảm thấy Chúa Jêsus trong con người đàn ông vô gia cư đó. Theo ông cảm nhận thì "cuộc gặp gỡ đó bắt đầu phản ánh mối quan hệ của tôi với Chúa Jêsus dần tiến theo một cách rất khác..."
Sau cuộc gặp tình cờ này, một thao thức trong Roy Edward Campbell đã thôi thúc ông không ngừng nghĩ tới mối liên hệ của bản thân với Chúa Giêsu. Kết quả bất ngờ là Roy Edward Campbell đã gia nhập chương trình phó tế vĩnh viễn của tổng giáo phận vào năm 1999. Cũng trong thời gian đó, ông cùng tham gia giúp đỡ các công việc hoạch định và mục vụ của giáo phận, dạy kèm cho các học sinh lớp 10 thông qua Chương trình Thanh thiếu niên Petworth của St. Gabriel. Ông tham gia công tác tình nguyện tại Nhà Bethlehem với những người lớn bị khuyết tật về thể chất lẫn tinh thần và đồng thời tham gia giúp đỡ với các trẻ em bị khuyết tật về cảm xúc tại Học viện Joseph P. Kennedy. Đến tháng 1 năm 2002, Campbell gia nhập Đại chủng viện Thánh Giáo hoàng Gioan XXIII ở Massachusetts để bắt đầu được đào tạo trở thành linh mục. Ông hoàn thành các chương trình tại chủng viện vào năm 2007, Ông tốt nghiệp với bằng Thạc sĩ Thần học. Ngày 26 tháng 5 năm 2007, Roy Edward Campbell được bổ nhiệm vào chức vụ tư tế từ Hồng y Donald Wuerl, khi ông vừa đúng 60 tuổi.
Linh mục Campbell được đánh giá là có các hoạt động tôn giáo tích cực tại các giáo xứ và trong cộng đồng Công giáo tại Washington. Ông thi hành mục vụ và đảm trách nhiệm vụ kiểm soát tài chính của giáo phận. Linh mục Roy E. Campbell được giáo phận phân công đầu tiên với công việc mục vụ là cha xứ của giáo xứ Saint Augustine tại Washington từ năm 2007 đến năm 2008. Ông cũng đồng thời kiêm nhiệm chăm sóc các nhu cầu bí tích của giáo xứ Vô nhiễm Nguyên tội ở Washington trong sáu tháng. Từ năm 2008, linh mục Campbell được bổ nhiệm làm chánh xứ Assumption ở đông nam Washington. Ông ở đó cho đến năm 2010 được bổ nhiệm làm chánh xứ Nhà thờ Công giáo Saint Joseph ở Largo. Ngoài chức vụ sứ vụ linh mục, Campbell còn làm hiệu trưởng của trường Quận Middle Prince George và là thành viên của Ban Tổ chức Giáo hạt, Hội đồng giáo dục và Trường tư vấn.

### Giám mục
Ngày 8 tháng 3 năm 2017, Giáo hoàng Phanxicô đã bổ nhiệm ông là Giám mục phụ tá cho Tổng Giáo phận Washington. Trong một chương trình phỏng vấn được đăng trên trang web của tổng giáo phận Washington, Giám mục Roy Edward Campbell đã nói rằng "... một vinh dự lớn lao cho tôi bởi việc bổ nhiệm này", và... "Điều duy nhất tôi mong mỏi làm để đáp lại ơn gọi của Chúa là làm một linh mục cho Chúa, yêu thương và phục vụ những người mà Chúa đã mời gọi tôi phục vụ".
Hồng y Donald Wuerl, Tổng giám mục Tổng Giáo phận Washington, người lãnh đạo tinh thần hơn 620.000 người Công giáo sống ở Washington đã nói về Giám mục Phụ tá của mình: "Roy Edward Campbell, người được sinh ra, lớn lên, làm việc và phục vụ trong tổng giáo phận được đặt lên một cương vị mới và được công nhận là do chính tài năng đã được kiểm chứng. Cá nhân tôi luôn mong muốn tiếp tục làm việc phối hợp chặt chẽ với vị giám mục phụ tá mới của tôi, người qua nhiều năm đã có những đóng góp đáng kể cho đời sống mục vụ của Tổng Giáo phận này." Hai Giám mục phụ tá khác của Tổng Giáo phận Washington là Giám mục Barry C. Knestout và Giám mục Mario E. Dorsonville cũng cho biết họ rất vui mừng đồng thời đánh giá cao về tinh thần cũng như những gì mà Roy Edward Campbell đã từng làm khi cùng cộng tác với họ trong công tác mục vụ của giáo phận trước đây.
Thánh lễ tấn phong giám mục của ông được tổ chức vào ngày 21 tháng 4 năm 2017 do Hồng y Donald Wuerl chủ tế..

### Gia đình
Trước khi được thụ phong linh mục, Roy E. Campbell sống cùng ba anh em, Roscoe William, Rodney Jerome và Robert, và hai chị em gái là, Cynthia và Darlene cùng mẹ ông, Elizabeth (Barbour) Campbell. Cha của Rev. Campbell, ông Roy Edward Campbell, Sr., đã qua đời vào năm 2007.